# Thạch anh ám khói

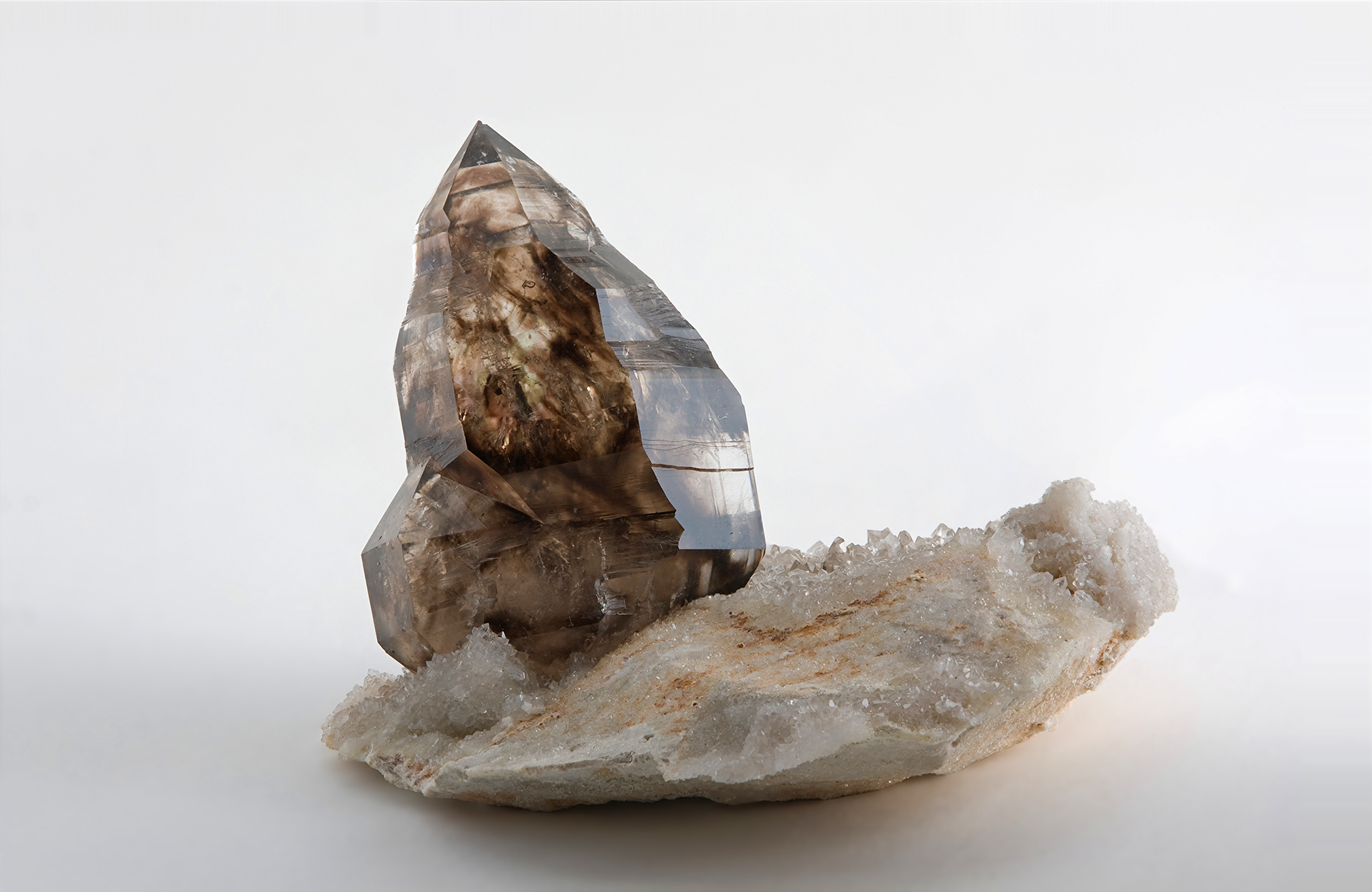
Thạch anh ám khói

Thạch anh ám khói là các biến thể nâu đến đen của thạch anh. Tựa như các đá quý thạch anh khác,. Màu khói nhẹ đến màu nâu sẫm là những màu sắc cơ bản đặc trưng của thạch anh ám khói. Là do các thành phần silic tự do, được tạo thành từ  của silic dioxide bởi các bức xạ tự nhiên.